# 예빛
예빛(2000년 1월 2일 ~)은 대한민국의 가수다. 2016년부터 유튜브에서 뮤직 크리에이터로서 활동을 시작했으며, 2020년 싱글 [날 위해 웃어줘]로 데뷔했다.

## 방송
- 포커스 : Folk Us (2020) - Top16(14위)

## 음반
- 2018 한림연예예술고등학교 실용음악과 작품집 (2019)
- 제29회 유재하 음악경연대회 (2019)
- 날 위해 웃어줘 (2020)
- 내일을 그리다 (2020)
- 그대와 춤을 (2020)
- 두 마디 (2020)
- 누군가의 마음이 되면 (2020)
- 집에 가자 (2021)
- EBS 다큐프라임 <60세 미만 출입금지> OST (2021)
- 해버굿나잇 with 콜린스 (2021)
- On-Air (2021)
- bright #10 (2021)

## 수상
- 제29회 유재하 음악경연대회 동상 (2018)